# Miloš Ostojić (calciatore 1996)
Miloš Ostojić (in serbo Милош Остојић?; Sombor, 21 aprile 1996) è un calciatore serbo, portiere dello Sloven Ruma.

## Carriera

### Club
È cresciuto nelle giovanili dell'OFK Belgrado.
Ha esordito in Superliga l'8 marzo 2017 con la maglia dello Spartak Subotica in occasione dell'incontro pareggiato 1-1 contro il Napredak Kruševac.